# LaSalle/Van Buren (Metro de Chicago)
LaSalle/Van Buren es una estación en las líneas Rosa, Naranja, Marrón y Púrpura del Metro de Chicago. La estación se encuentra localizada en 121 West Van Buren Street en Chicago, Illinois. La estación LaSalle/Van Buren fue inaugurada el 3 de octubre de 1897.  La Autoridad de Tránsito de Chicago es la encargada por el mantenimiento y administración de la estación.

## Descripción
La estación LaSalle/Van Buren cuenta con dos plataformas laterales y dos vías. 

## Conexiones
La estación es abastecida por las siguientes conexiones de autobuses: 
- Rutas del CTA Buses:
- #1 Indiana/Hyde Park
- #7 Harrison
- #22 Clark
- #24 Wentworth
- #36 Broadway
- #126 Jackson
- #129 West Loop/South Loop
- #130 Museum Campus (en verano solamente)
- #132 Goose Island Express
- #145 Wilson/Michigan Express
- #151 Sheridan